# یوسف بت
یوسف بت (اردو: يوسف اعجاز بٹ؛ زادهٔ ۱۸ اکتبر ۱۹۸۹) بازیکن فوتبال متولد کانادا اهل پاکستان است.
وی همچنین در تیم‌های ملی فوتبال زیر ۲۳ سال پاکستان و پاکستان بازی کرده است.